# L'imprevedibile viaggio di Harold Fry
L'imprevedibile viaggio di Harold Fry (The Unlikely Pilgrimage of Harold Fry) è un film del 2023 diretto da Hettie Macdonald.
La pellicola è l'adattamento cinematografico dell'omonimo romanzo di Rachel Joyce, autrice della sceneggiatura.

## Trama
Con grande sorpresa di amici e parenti, il settantenne Harold Fry decide di camminare dal Devon a Berwick-upon-Tweed per consegnare a mano una lettera a un'amica che è stata ricoverata. Ispirati dalla tenacia dell'uomo, molti passanti si uniscono a lui durante il suo viaggio, che riceve grande attenzione da parte dei media.

## Promozione
Il primo trailer del film è stato pubblicato il 2 febbraio 2023.

## Distribuzione
La distribuzione del film nelle sale britanniche è prevista per il 28 aprile 2023.